# In Sorte Diaboli
In Sorte Diaboli (lateinisch für „Im Auftrag des Teufels“) ist das siebte Album der norwegischen Metal-Band Dimmu Borgir. Das Album wurde in Europa am 27. April 2007 via Nuclear Blast veröffentlicht. In den Vereinigten Staaten erschien das Album bereits am 24. April.

## Konzept
In Sorte Diaboli ist das erste Konzeptalbum der Band. Die Geschichte spielt im mittelalterlichen Europa. Protagonist der Geschichte ist der Assistent eines Priesters, der erst an seinem Glauben zweifelt und sich dann der dunklen Seite hinwendet und zum Antichristen wird. Die Geschichte wird in der Form eines Tagebuchs erzählt. Dabei kam die Idee auf, jeden Liedtitel mit dem Artikel The zu beginnen.

## Entstehung
Die ersten Ideen für das Konzeptalbum sammelte der Gitarrist Silenoz bereits während der Ozzfest-Tournee 2004. Aufgenommen wurde das Album zwischen Oktober und Dezember 2006 im Studio Fredman. Produziert wurde In Sorte Diaboli von Frederik Nordström, Patrik J. Sten und der Band selbst.

## Auftauchen im Internet
Bereits am 6. März 2007 tauchte das Album in einschlägigen Internettauschbörsen auf. Die Presse wurde mit individuellen Downloads anstatt mit Promo-CDs bemustert. Die Dateien wurden mit einem digitalen Wasserzeichen versehen. In diesem Zusammenhang wurde der italienische Journalist Luca Pessina, der für das Online-Magazin Metallitalia und den italienischen Metal Hammer schreibt, verdächtigt, die Dateien weiterverbreitet zu haben. Mittlerweile liegt jedoch eine Stellungnahme von Nuclear Blast vor, die besagt, dass Pessina nicht dafür verantwortlich gemacht werden kann.

## Reaktion
In Sorte Diaboli stieg auf Platz 1 der norwegischen Albumcharts ein, in Deutschland auf Platz 7. In den USA erreichte das Album Platz 43. In der ersten Woche verkaufte sich das Album etwa 14.000-mal.
In Großbritannien wurde das Album nicht für eine Aufstellung in den regulären Albencharts zugelassen, da dem Album ein Teilnahmeschein für ein Gewinnspiel beilag, was gegen die Auflagen der Charts Company verstößt.

## Versionen
Die reguläre CD enthält die unten aufgeführten neun Titel.
Die limitierte europäische Digipakversion enthält das Lied The Ancestral Fever an vierter Stelle. Außerdem gibt es eine limitierte Digipak-Version mit Bonus-DVD. Diese Version enthält ein 32-seitiges Beiheft, in dem die Texte in Spiegelschrift abgedruckt sind. Dem Beiheft liegt ein Spiegel bei. Auf der DVD gibt es den Videoclip zu The Serpentine Offering, eine „Making-of“-Dokumentation des Videoclips und des Albums, eine Fotogalerie und einen Mediaplayer.
Die limitierte US-amerikanische Digipakversion enthält das Lied The Heretic Hammer an sechster Position. Das Album wird in einem Pappschuber ausgeliefert, da das ursprüngliche Artwork von einigen Handelsketten abgelehnt wurde.
Die japanische Digipak-Version enthält als Bonus eine Coverversion des Liedes Black Metal der britischen Band Venom.
Exklusiv im Nuclear-Blast-Onlineshop gibt es eine Version in Buchform mit einem Beiheft aus Leder. Außerdem erhält die CD sowohl den europäischen als auch den US-amerikanischen Bonustitel. Diese Version ist auf 2.000 Stück weltweit begrenzt.
Die Vinylversion erscheint als Gatefold-LP, welcher eine Bonus-Single beigelegt ist, die ebenfalls beide Bonustitel enthält.

## Titelliste
1. The Serpentine Offering – 5:09
2. The Chosen Legacy – 4:17
3. The Conspiracy Unfolds – 5:24
4. The Ancestral Fever (Europa-Bonustitel) – 5:51
5. The Sacrilegious Scorn – 3:58
6. The Fallen Arises – 2:59
7. The Heretic Hammer (USA-Bonustitel) – 4:37
8. The Sinister Awakening – 5:09
9. The Fundamental Alienation – 5:17
10. The Invaluable Darkness – 4:44
11. The Forshadowing Furnace – 5:49
12. Black Metal (Venom-Coverversion, Japan-Bonustitel) – 3:22

## The-Serpentine-Offering-Single
Als erste Single wurde das Lied The Serpentine Offering ausgekoppelt. Für das Lied wurde ein Videoclip gedreht, bei dem Patric Ullaeus Regie führte.

### Titelliste
1. The Serpentine Offering (Albumversion) – 5:09
2. The Serpentine Offering (Videoversion) – 4:42
3. The Serpentine Offering (Instrumental) – 4:04

Die nordamerikanische Version enthält die Instrumentalversion von The Heretic Hammer anstatt von The Serpentine Offering.

### Videoclip
Am Anfang des Videoclips werden folgende Zeilen eingeblendet:

“What you believe to be true is false. What you thought right, wrong.”

„Was du für wahr hieltest, ist falsch. Was du für richtig hieltest, falsch.“

Als Nächstes sieht man eine Gruppe christlicher Kreuzritter, die ein Dorf überfallen und unschuldige Menschen abschlachten. Es taucht der Novize eines Priesters (die Hauptfigur der Geschichte) auf. Angewidert davon, dass Menschen wegen ihres Glaubens getötet werden, verlässt er das Dorf in Richtung Wald. Dort reißt er sich sein Kreuz vom Hals und wirft es weg. Damit symbolisiert er seine Abkehr vom Christentum. Später findet er in einer Höhle gleich gesinnte Menschen und erfährt eine Veränderung seiner Augen, welche nun schlangenartig geformt sind. Am Ende des Videos attackiert die Gruppe die Kreuzritter und gewinnt die Schlacht.
Am Ende des Videoclips werden folgende Zeilen eingeblendet:

„The battle will never end. In sorte diaboli - Antichristus spiritualis.“